# Damian Boeselager
Damian Hieronymus Johannes Freiherr von Boeselager (Frankfurt am Main, 8 de março de 1988) é um consultor de negócios, jornalista e político alemão. É membro fundador do partido e movimento Volt, tendo sido eleito eurodeputado no Parlamento Europeu em 2019 e reeleito em 2024.

## Carreira política
A 29 de março de 2017, juntamente com Andrea Venzon e Colombe Cahen-Salvador, fundou o partido e movimento Volt. A data escolhida para a fundação foi o dia em que o Reino Unido anunciou formalmente a sua intenção de abandonar a União Europeia ao abrigo do artigo 50 do Tratado da União Europeia. Segundo o trio, a fundação do Volt foi uma reação ao crescente populismo no mundo, bem como ao Brexit.

### IX Legislatura do Parlamento Europeu
Tornou-se eurodeputado da IX Legislatura do Parlamento Europeu ao ter sido eleito nas europeias de 2019 pela Alemanha, passando a ser o primeiro eurodeputado do Volt a ser eleito e o único nessa legislatura. A 9 de junho de 2019, na sequência de uma votação pan-europeia entre os membros do Volt, juntou-se ao grupo parlamentar dos Verdes/Aliança Livre Europeia no Parlamento Europeu.
Como eurodeputado da IX Legislatura, foi membro da:
- Comissão dos Assuntos Constitucionais
- Comissão dos Orçamentos (como suplente)
- Comissão dos Assuntos Económicos e Monetários (como suplente)
- Comissão da Indústria, da Investigação e da Energia (como suplente)
- Comissão das Liberdades Cívicas, da Justiça e dos Assuntos Internos (como suplente)
- Delegação para as Relações com o Canadá
- Delegação para as Relações com os Estados Unidos (como suplente)

### X Legislatura do Parlamento Europeu
Concorreu novamente pela Alemanha ao Parlamento Europeu nas europeias de 2024, sendo cabeça-de-lista pelo círculo da Alemanha, tendo sido reeleito eurodeputado da X Legislatura do Parlamento Europeu. Foi ainda escolhido como cabeça-de-lista da lista pan-europeia informal do Volt, juntamente com Sophie in 't Veld.